# 오구리 다다마사
오구리 타다마사(일본어: 小栗 忠順: 문정 10년 6월 23일[1827년 7월 16일]-경응 4년 윤4월 6일[1868년 5월 27일])는 막말의 무사, 막신이다. 미카와 오구리씨 제12대 당주다.
안정 6년(1859년) 종5위하 분고국수(守)에 서임되었다.:696 문구 3년(1863년) 코즈케국개(介)로 이임했다. 감정봉행, 에도 정봉행, 외국봉행을 역임했다.
안정 7년(1860년) 미일수호통상조약 비준을 위해 미해군함 USS 포우하탄을 타고 도미, 세계를 일주하고 귀국했다. 이후 여러 봉행직을 맡아 막부의 재정 재건과 서양식 군대 정비, 요코스카 제철소 건립 등을 실시했다.
경응 4년(1868년) 무진전쟁 때 도쿠가와 요시노부의 공순과 에도성 개성에 반대하여 삿초 웅번에 대한 주전론을 주장했지만 받아들여지지 않고 파면당했다. 영지인 코즈케국 군마군 곤다촌(현 군마현 다카사키시 구라부치촌)에 은거했다. 동년 윤 4월 삿초군의 추토령과 무장해제에 응하여 양자를 증인으로 보냈지만 받아들여지지 않고 체포되어 다음날 냉큼 참수되었다.:179-188 체포 사유로는 대포 2문・소총 20정을 소지해 농병을 훈련시켰기 때문이라는 설과,:224 감정봉행 시절 도쿠가와 가문의 거금을 은닉했다는 설(도쿠가와 매장금설):89-158 등이 있지만, 어느 설도 오늘날까지 물증은 없다.
후세에 메이지 정부 중심의 역사관이 희미해지면서 평가가 재검토되기 시작했고, 오쿠마 시게노부와 도고 헤이하치로에게 막부측의 근대화 정책 시행자로 평가받았다. 시바 료타로는 오구리를 “메이지의 아버지”라고 평했다.:26